# Seznam starostů Smíchova
Toto je seznam starostů města Smíchov od počátku moderní obecní samosprávy do integrace Smíchova do hlavního města Prahy počátkem 20. let 20. století.

## Seznam starostů Smíchova v letech 1849–1922
- Josef Barth (1849–1861)
- František Ringhoffer II. (1861–1865)
- František Kink (1865–1867)
- Petr Fišer (1867–1874)
- Karel Dimmer (1874–1887)
- Antonín Štěpnička (1887–1888)
- Alois Elhenický (1888–1906)
- Alois Koldinský (1906–1918)
- František Steiner (1918–1919)
- Alois Jenšovský (1919–1922)[1]